# HD 23978
HD 23978，又名BD-21 703，SAO 168851、HR 1187，是一颗恒星，视星等为5.81，位于銀經214.04，銀緯-49.27，其B1900.0坐标为赤經3h 44m 11.5s，赤緯-21° -49.27′ 33″。